# Dizzy (canção de Olly Alexander)
"Dizzy" é uma canção do cantor, compositor e ator inglês Olly Alexander. Foi lançada a 1 de Março de 2024 pela Polydor Records e representou o Reino Unido no Festival Eurovisão da Canção de 2024 em Malmo na Suécia, na grande final, terminou em 18.º lugar com 46 pontos. Trata-se do primeiro lançamento do cantor sob o seu próprio nome após a dissolução da banda Years & Years.

## Antecedentes e lançamento
Depois de Olly Alexander ter anunciado a sua participação no Strictly Come Dancing em 2023, tornou-se o favorito das casas de apostas para ganhar o Concurso da Eurovisão. A primeira vez que Alexander falou de «Dizzy» foi após a publicação de um vídeo nas suas redes sociais com uma participação especial da apresentadora escocesa Carol Kirkwood. A 7 de Fevereiro de 2024, revelou o nome do título, que deverá ser lançado a 1 de Março de 2024.